# CODECO
Os CODECO (Comandos Operacionais de Defesa da Civilização Ocidental) foram uma organização terrorista portuguesa de direita criada em 1975 durante o Verão Quente e cuja acção se prolongou até 1982 com provável ligação com a ala conservadora do CDS.

## Origem e membros
No pós 25 de Abril de 1974, especialmente depois do 11 de Março de 1975, vão surgir vários movimentos de direita radical recorrendo à violência política. Esses movimentos incluíram o MDLP, Exército de Libertação de Portugal (ELP) e CODECO, redes que por vezes se entrelaçavam.
A CODECO acolheu também membros do Exército de Libertação de Portugal, dos quais grande parte tinham exercido funções na PIDE e na Legião Portuguesa, porém não é possível comprovar que a CODECO teria ligações às resistências clandestinas da Legião, que visavam implementar um regime presidencialista de inclinação Salazarista e Para-Fascista.
Miguel Carvalho identifica Soares Carneiro como o líder dos CODECO e ligação com José do Canto e Castro do Grupo dos Nove. As suas fileiras eram constituídas por "ex-militares, militares e tropas de segunda linha que haviam combatido em Angola". Alguns estariam ligados com a FNLA. Membros de operacionais incluíam alegadamente Vasco Montês (chefe), José Bernardo Pinto ("comandante Pinto") e Manuel Gaspar ("comandante Paulo"). Panasqueira Gago convida José Cruz Ribeiro da Silva ("Zé Luís") para os CODECO. 
Há colaboração com o grupo de Ramiro Moreira do MDLP. Postos de GNR (comandante do posto de Valença) e PSP de confiança fornecem as armas. Um padre do Alto Minho participa em reuniões (p. 309).

## CODECO e partido CDS
Pouco se sabe acerca da CODECO: supõe-se que alguns membros teriam ligações ao CDS, especialmente à ala mais conservadora. Por exemplo, Ribeiro da Silva, Pinto e Gago almoçaram com Galvão de Melo. Gonçalo Martins (do CDS) e o empresário Manuel Macedo dariam indicações e pagariam pelos serviços dos operacionais. Os explosivos são comprados a João Veríssimo, secretário do CDS em Ponte de Lima.
A 12 de Janeiro de 1982, o jornal O Diário (afecto ao PCP), estabeleceu uma ligação entre os CODECO e o partido político de direita CDS. Os CODECO estavam zangados com o esquecimento a que tinham sido votados por quem os criou. De acordo com a reportagem, um ex-operacional da organização terrorista, detido por delito comum no estabelecimento prisional de Pinheiro da Cruz, Luís Ramalho, confessou que entre os bombistas dos CODECO havia pessoas que faziam segurança ao Presidente do CDS, Diogo Freitas do Amaral, que, na altura das revelações, era ministro da Defesa do governo AD, liderado por Francisco Pinto Balsemão.
A 25 de Janeiro de 1982, O Diário entrevistou José Esteves, ex-guarda-costas de Freitas do Amaral que afirmou: “Naquele partido só se falava de armas e bombas”, confirmando ainda que “os CODECO nasceram no CDS”. O jornal publicou juntamente com estas declarações uma fotografia de José Esteves sentado dentro de um carro, ao lado do presidente do CDS, tirada a 7 de Setembro de 1975 à porta do Palácio de Belém, aquando da deslocação do líder centrista para uma reunião com o então Presidente da República, Francisco Costa Gomes. José Esteves seria depois implicado no "Caso Camarate", sendo apontado como suposto autor do engenho explosivo que derrubou o avião onde seguiam a bordo o então primeiro-ministro Francisco Sá Carneiro e o ministro da Defesa, Adelino Amaro da Costa.
A 25 de Fevereiro de 1982, O Diário publicou uma entrevista com Luís Ramalho, onde este confirmou que “CODECO era o braço armado do CDS”.
Freitas do Amaral, que foi candidato a Presidente da República em 1986 e presidente da Assembleia-Geral da ONU em 1995, negou a ligação com o grupo terrorista e processou o jornal O Diário.
No entanto, na fuga do assalto à Standard Eléctrica em Janeiro de 1976, o objectivo dos operacionais seria refugiarem-se em Viana do Castelo, devido à cobertura local do CDS, PSP e PJ, reforçando a ligação com algumas bases do partido. Seriam apanhados numa operação Stop entre Póvoa do Varzim e Porto (p. 306).
O ressurgimento em 1982-3 pode ser lido como descontentamento ou, em alternativa, como forma de limpar a imagem do partido CDS. A contra-informação e contra-acções eram habituais na época.

## Acontecimentos
Entre os principais actos terroristas levados a cabo por este grupo, apuraram-se os seguintes casos:

### 1975
- 3/6 - Lançamento de uma granada de mão ofensiva contra os escritórios da Varig em Lisboa
- 4/6 – Rajadas de metralhadora nas ruas de Lisboa
- 17/6 - Rebentamento de um petardo junto a um banco em Lisboa
- 18/6 – Rebentamento de uma bomba na Igreja da Graça
- 16/7 – Rebentamento de um petardo num depósito de lixo em Lisboa
- 5/9 – Ocupação das instalações do Banco de Angola por um grupo de retornados
- 21/9 – Rebentamento de uma bomba no carro de um artista do Circo de Moscovo em Leiria
- 3/10 – Rebentamento de uma bomba num autocarro militar no Estádio da Luz
- 10/10 – Rebentamento de uma bomba no quartel da GNR em Lagos
- 20/10 – Rebentamento de uma carga junto à sede do CDS em Alcobaça
- 24/10:
  - Rebentamento de seis bombas em Lisboa em carros de militante do PCP e de militares.
  - Rebentamento de cargas explosivas na Casa de Angola
- 25/10 – Assalto e saque das instalações da Casa de Angola
- 1/11 – Colocação de um engenho, que não chegou a deflagrar, no carro do actor José Viana
- 7/11 – Rebentamento de um petardo junto à sede do PS em Lisboa durante o debate na RTP entre Mário Soares e Álvaro Cunhal
- 8/11 – Lançamento de granadas contra cinco esquadras da PSP em Lisboa e rebentamento de um petardo no cinema Nimas em Lisboa
- 17/11 – Rebentamento de um petardo no carro de um militante da LCI em Coimbra
- 18/11 – Rebentamento de uma bomba na livraria do Diário de Notícias na Baixa de Lisboa
- 21/11 – Colocação de uma bomba, que não chegou a deflagrar, junto ao Palácio de Belém, onde ia decorrer uma manifestação popular

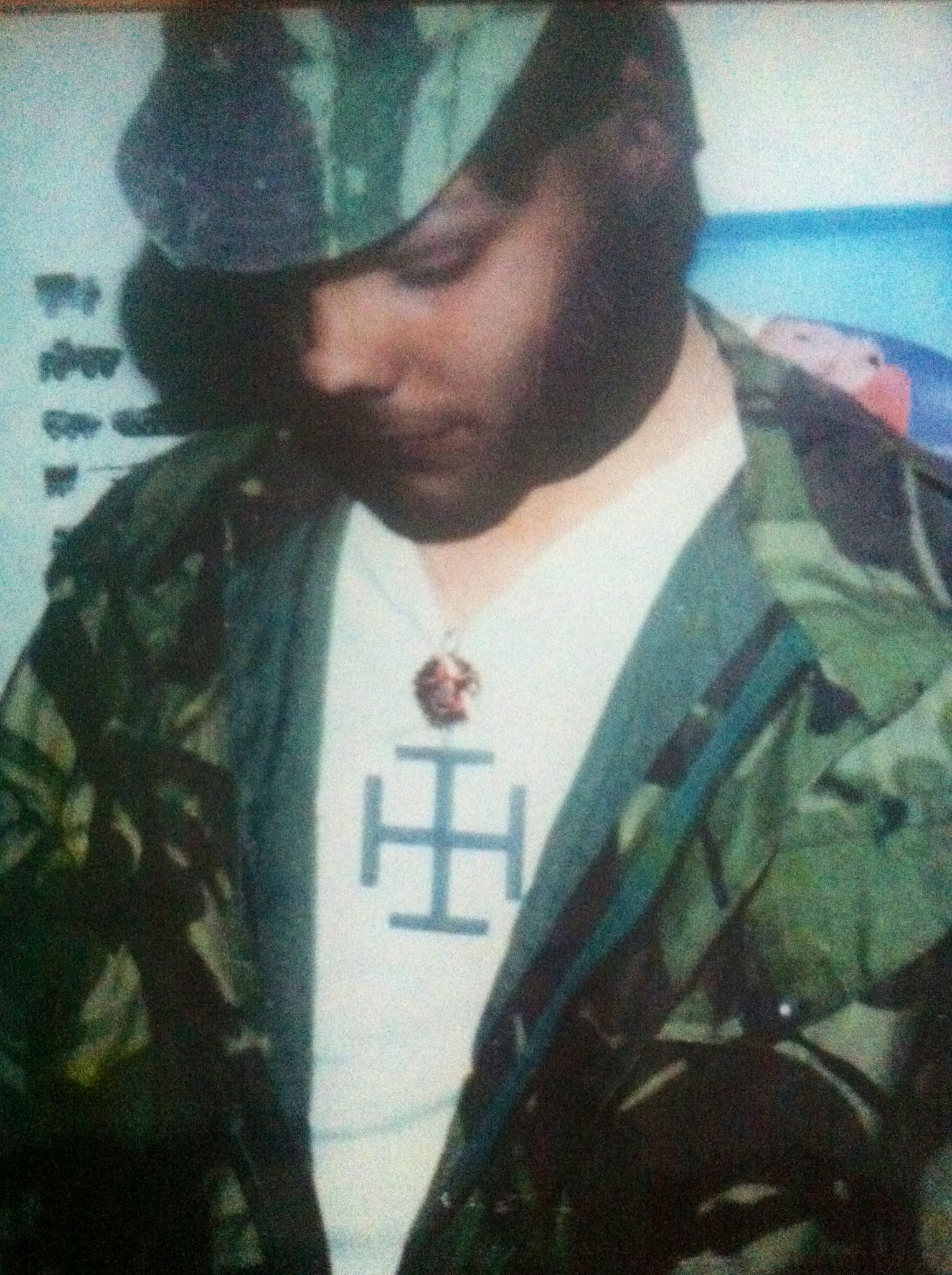
Elemento dos CODECO

### 1976
- 23/1 – Rebentamento de uma bomba no carro do actor José Viana
- 30/1 – Assalto à Standard Eléctrica em Cascais
- 5/2 – Rebentamento de uma bomba na sede do CDS em Leiria
- 16/2 – Disparos de metralhadora contra o posto da PSP em Carnide
- 9/3 – Rebentamento de uma bomba na redacção do jornal “O Sol”, de Vera Lagoa, em Lisboa
- 22/4 – Fogo posto na Casa de Angola no Porto
- 4/5 – Rebentamento de um petardo junto ao Estádio Municipal de Coimbra, onde decorria um comício do CDS
- 17/5 – Colocação de uma armadilha, que não chegou a ser accionada, num automóvel em Cascais
- 5/6 – Rebentamento de uma bomba nas instalações das Associações de Amizade Portugal-Moçambique, Portugal-Angola e Portugal-Guiné
- 7/6 – Rebentamento de uma bomba no MEIC em Lisboa
- 26/6 – Rebentamento de uma bomba nas instalações da empresa Zanco, em Lisboa, e na Associação de Amizade Portugal-URSS
- 30/6 – Rebentamento de uma bomba na Intersindical em Lisboa
- 20/7 – Rebentamento de uma bomba na Casa de Angola em Lisboa
- 22/7 – Rebentamento de uma bomba nas instalações da DETA em Lisboa
- 23/7 – Rebentamento de uma carga explosiva na FIL, na véspera do início da primeira Festa do Avante!
- 15/11 – Rebentamento de uma bomba na casa de Lopes Cardoso em Lisboa
- 3/12 – Rebentamento de um petardo junto às bombas de gasolina da auto-estrada em Caxias
- 6/12 – Rebentamento de cargas explosivas nas linhas férreas de Sintra e Cascais
- 14/12 – Rebentamento de um engenho nas instalações do jornal “O País”

### 1977
- 4/12 – Rebentamento de um engenho nas instalações do Comité 4 de Fevereiro

### 1982
No ano de 1982, registaram-se ainda os seguintes casos de ataques terroristas atribuídos aos CODECO:
- 15/1 – Explosão de uma bomba junto ao quartel da GNR no Cacém e explosão de uma bomba, em Cascais, na residência de um administrador da empresa Cambournac
- 6/2 – Explosão de uma bomba na residência do secretário-geral da UGT, Torres Couto
- 7/2 – Explosão de uma bomba junto à residência do industrial Vasco Montez, em Cascais
- 27/10 – Explosão de cinco bombas, três junto ao cemitério da Costa da Caparica, uma na residência do economista Sarsfield Cabral, em Lisboa e outra na sede do CDS, em Oeiras

### 1983
Em 1983, os CODECO lançaram ainda um comunicado a ameaçar com mais ataques caso Freitas do Amaral fosse candidato à Presidência da República.